# Campeonato Sul-Americano de Atletismo Júnior de 1996
O Campeonato Sul-Americano de Atletismo Júnior de 1996 foi a 28ª edição da competição de atletismo organizada pela CONSUDATLE para atletas com menos de vinte anos, classificados como júnior ou sub-20. O evento foi realizado em Bucaramanga, na Colômbia, entre 8 e 10 de junho de 1996. Contou com cerca de 283 atletas de 13 nacionalidades distribuídos em 43 eventos.

## Medalhistas
Esses foram os resultados do campeonato.

### Masculino
| Evento                      | Ouro                     | Ouro    | Prata                     | Prata   | Bronze                        | Bronze  |
| --------------------------- | ------------------------ | ------- | ------------------------- | ------- | ----------------------------- | ------- |
| 100 metros                  | Paulo Poersch (BRA)      | 10.2    | John Mena (COL)           | 10.4    | Heber Viera (URU)             | 10.5    |
| 200 metros                  | Paulo Poersch (BRA)      | 20.2w   | Heber Viera (URU)         | 20.9w   | Valmir da Silva (BRA)         | 21.4w   |
| 400 metros                  | Gustavo Aguirre (ARG)    | 48.3    | André dos Santos (BRA)    | 48.4    | Claudio Silva (VEN)           | 48.4    |
| 800 metros                  | Hudson de Souza (BRA)    | 1:50.8  | Davi de Jesus (BRA)       | 1:51.8  | Gustavo Aguirre (ARG)         | 1:52.4  |
| 1 500 metros                | Claudinei Vítor (BRA)    | 3:53.6  | José da Silva (BRA)       | 3:55.9  | José Luis Zapata (COL)        | 3:58.0  |
| 5 000 metros                | Ricardo Maestrello (BRA) | 14:44.2 | Marílson dos Santos (BRA) | 14:48.3 | Mauricio Ladino (COL)         | 14:54.9 |
| 10 000 metros               | Mauricio Ladino (COL)    | 31:31.5 | Paulo Lunkes (BRA)        | 31:32.1 | Julio Cutipa (PER)            | 32:06.0 |
| 10 km marcha atlética       | Omar Aguirre (ECU)       | 45:53.8 | Rodrigo de Araújo (BRA)   | 46:06.7 | José Marín (COL)              | 46:36.7 |
| 110 metros barreiras        | Alexander Mena (COL)     | 14.6    | Paulo Villar (COL)        | 14.8    | Adriano de Oliveira (BRA)     | 15.2    |
| 400 metros barreiras        | Alexander Mena (COL)     | 51.9    | Cristiano Moura (BRA)     | 53.5    | Robson dos Santos (BRA)       | 53.6    |
| 3.000 metros com obstáculos | Ramiro Nogueira (BRA)    | 9:20.5  | Rogelio Fernández (URU)   | 9:21.5  | Nelson González (COL)         | 9:26.3  |
| 4×100 metros estafetas      | Brasil                   | 40.3    | Colômbia                  | 40.4    | Argentina                     | 41.5    |
| 4×400 metros estafetas      | Brasil                   | 3:10.6  | Colômbia                  | 3:14.6  | Venezuela                     | 3:15.0  |
| Salto em altura             | Alfredo Deza (PER)       | 2.12    | Fabrício Romero (BRA)     | 2.12    | Jorge Balliengo (ARG)         | 2.09    |
| Salto com vara              | Waldo Martínez (ARG)     | 4.60    | Gustavo Rehder (BRA)      | 4.50    | Cristóbal Zegers (CHI)        | 4.45    |
| Salto em comprimento        | Cristián Antivilo (CHI)  | 7.30    | Felipe Soto (COL)         | 7.04    | Elton de Queiroz (BRA)        | 7.03    |
| Salto triplo                | Marco dos Santos (BRA)   | 15.05   | Jefferson Lopes (BRA)     | 15.04   | José Reyes (VEN)              | 14.68   |
| Arremesso de peso           | Jhonny Rodríguez (COL)   | 16.17   | Ronny Jiménez (VEN)       | 15.07   | Marcelo Moreira (BRA)         | 14.47   |
| Lançamento de disco         | Hernán Vázquez (ARG)     | 46.76   | Andrés Calvo (ARG)        | 46.26   | Julián Angulo (COL)           | 45.38   |
| Lançamento do martelo       | Cristian Fernández (ARG) | 51.98   | Patricio Palma (CHI)      | 50.02   | Juan Alviar (COL)             | 46.28   |
| Lançamento do dardo         | Carlos Pérez (VEN)       | 61.88   | John Mena (COL)           | 61.46   | Cruz Gámez (VEN)              | 60.82   |
| Decatlo                     | Santiago Lorenzo (ARG)   | 6352    | Édson Bindilatti (BRA)    | 6255    | Everaldo do Vasconcelos (BRA) | 5977    |

### Feminino
| Evento                 | Ouro                            | Ouro    | Prata                     | Prata   | Bronze                         | Bronze  |
| ---------------------- | ------------------------------- | ------- | ------------------------- | ------- | ------------------------------ | ------- |
| 100 metros             | Paola Restrepo (COL)            | 11.7    | Clara Córdoba (COL)       | 11.9    | Aretusa Moreira (BRA)          | 12.0    |
| 200 metros             | Onica Frazer (GUY)              | 24.2w   | Clara Córdoba (COL)       | 24.5w   | Paola Restrepo (COL)           | 24.7w   |
| 400 metros             | Onica Frazer (GUY)              | 54.6    | Juliana de Oliveira (BRA) | 56.4    | Norbelis Bracho (VEN)          | 56.8    |
| 800 metros             | Andréa da Silva (BRA)           | 2:12.4  | Susana Rebolledo (CHI)    | 2:12.9  | Gloria Posso (COL)             | 2:13.3  |
| 1 500 metros           | Fabiana Cristine da Silva (BRA) | 4:28.6  | Bertha Sánchez (COL)      | 4:32.9  | María Peralta (ARG)            | 4:40.3  |
| 3 000 metros           | Fabiana Cristine da Silva (BRA) | 10:11.9 | Bertha Sánchez (COL)      | 10:12.4 | María Peralta (ARG)            | 10:18.2 |
| 10 000 metros          | Valquíria dos Santos (BRA)      | 38:00.8 | Norelis Lugo (VEN)        | 38:12.4 | Isabel Boldo (BRA)             | 39:29.2 |
| 5 km marcha atlética   | Sandra Zapata (COL)             | 25:21.9 | Andreia Pedro (BRA)       | 25:25.6 | Yesenia López (COL)            | 25:38.8 |
| 100 metros barreiras   | Kelly Ribeiro de Oliveira (BRA) | 14.3    | Patrícia de Souza (BRA)   | 14.4    | Cora Olivero (ARG)             | 14.7    |
| 400 metros barreiras   | Rúbia dos Santos (BRA)          | 60.4    | Silvana de Santana (BRA)  | 62.2    | María Fernanda de Bastos (ARG) | 64.0    |
| 4×100 metros estafetas | Colômbia                        | 46.8    | Brasil                    | 47.4    | Venezuela                      | 48.5    |
| 4×400 metros estafetas | Brasil                          | 3:45.2  | Colômbia                  | 3:52.4  | Chile                          | 3:53.6  |
| Salto em altura        | Glaucia da Silva (BRA)          | 1.77    | Gisela Pfeiffer (ARG)     | 1.74    | Delfina Blaquier (ARG)         | 1.68    |
| Salto com vara         | Márcia Hennemann (BRA)          | 3.22    | Mariela Laurora (ARG)     | 2.90    | Jessica Freitas (BRA)          | 2.75    |
| Salto em comprimento   | Edilene Ferreira (BRA)          | 5.74w   | Yorly Lasso (COL)         | 5.74    | Vanina Bernardo (ARG)          | 5.69    |
| Salto triplo           | Clara Córdoba (COL)             | 12.41   | Viviane Anacleto (BRA)    | 12.37   | Edilene Ferreira (BRA)         | 12.31w  |
| Arremesso de peso      | Katiuscia de Jesus (BRA)        | 14.01   | Vânia Kolonko (BRA)       | 13.03   | María Wals (ARG)               | 12.94   |
| Lançamento de disco    | Fanny García (VEN)              | 43.96   | Katiuscia de Jesus (BRA)  | 43.86   | Neila Bombazaro (BRA)          | 41.42   |
| Lançamento do martelo  | María Wals (ARG)                | 46.78   | Katiuscia de Jesus (BRA)  | 44.22   | Ana Milena (COL)               | 40.52   |
| Lançamento do dardo    | Sabina Moya (COL)               | 54.34   | Claudineia Barreto (BRA)  | 44.78   | Márcia Vizzotto (BRA)          | 44.04   |
| Heptatlo               | Ellen Marinho (BRA)             | 4580    | Gladibeth Morles (VEN)    | 4427    | Carolina Torres (CHI)          | 4277    |

## Quadro de medalhas (não oficial)
| Ordem | País      | Medalha de ouro | Medalha de prata | Medalha de bronze | Total |
| ----- | --------- | --------------- | ---------------- | ----------------- | ----- |
| 1     | Brasil    | 21              | 21               | 12                | 54    |
| 2     | Colômbia  | 9               | 12               | 10                | 31    |
| 3     | Argentina | 6               | 3                | 10                | 19    |
| 4     | Venezuela | 2               | 3                | 6                 | 11    |
| 5     | Guiana    | 2               | 0                | 0                 | 2     |
| 6     | Chile     | 1               | 2                | 3                 | 6     |
| 7     | Peru      | 1               | 0                | 1                 | 2     |
| 8     | Equador   | 1               | 0                | 0                 | 1     |
| 9     | Uruguai   | 0               | 2                | 1                 | 3     |

## Participantes (não oficial)
Uma contagem não oficial produziu o número de 283 atletas de 13 países: 
| - Argentina (25) - Bolívia (5) - Brasil (66) - Chile (31) - Colômbia (56) - Equador (7) - Guiana (4) | - Panamá (24) - Paraguai (1) - Peru (7) - Suriname (1) - Uruguai (6) - Venezuela (45) |